# エドム人

エドム人は、古代イスラエルに居住したセム系民族。エドムはアカバ湾から死海にかけての地名であった。ヘロデ大王の父アンティパトロスという人物はイドマヤの有力者だった（『ユダヤ古代誌』第XV巻9章）ため、通常ヘロデもエドム系とされる。

## 聖書に於けるエドム人
聖書ではエドム人はイスラエルの兄弟民族であり、ヤコブの兄エサウの子孫とされ、一度の食事で家督の権を逸した（『創世記』25章29～34節）。モアブの南に拠点を張り、後にダビデ王の代になってイスラエルに朝貢しその属国になったと記されているが（『サムエル記（下）』8章14節・『歴代誌（上）』18章13節）、その後ユダの王がヨラムの時に独立し（『列王記（下）』第8章20～22節）、この後『列王記（下）』では領土をユダに取ったり取られたりを何度か繰り返している（14章や16章など）。
エドム人たちが信仰していた偶像神は『歴代誌（下）』第25章14節に登場するが、モアブ人のケモシュやアンモン人のモロクと違い名前が書かれていない。『ユダヤ古代誌』第XV巻9章によるとエドム人たちが後述のユダヤに同化される前に信仰されていた神は「コーゼ」といい、学者によってはこのコーゼをヘレニズム期からローマ時代にアポロンと同一視された北方アラブで信仰があった「コザー」と同じものとしている。
預言書ではしばしばヤハウェの怒りの対象として挙げられている（『アモス書』など）他、エドムの地から仇討のため孤独に戦い赤く染まったものが来るという預言もある（『イザヤ書』63章、オバデア書）。
聖書ではこれ以後エドムがどうなっていたのか未説明だが、別の記録ではマカバイ戦争でユダの王になったハスモン朝のヨハネ・ヒルカノス1世の時代にエドムが征服された際、ヒルカノスの政策でイドマヤ人はユダヤ人に同化され、割礼や律法の順守と引き換えに住み続けることを認められたため大半がユダヤ教徒になり、それから200年ほど後のフラウィウス・ヨセフスの『ユダヤ古代誌』第XIII巻9章1節では「この時以来彼ら（イドマヤ人）はユダヤ人たることを変えていない」としている。

## 言語
カナン諸語に属し、古典ヘブライ語やモアブ語と極めて近縁のエドム語を使っていた。